# زربية الأمازيغ

متجر زرابي المغربية التقليدية

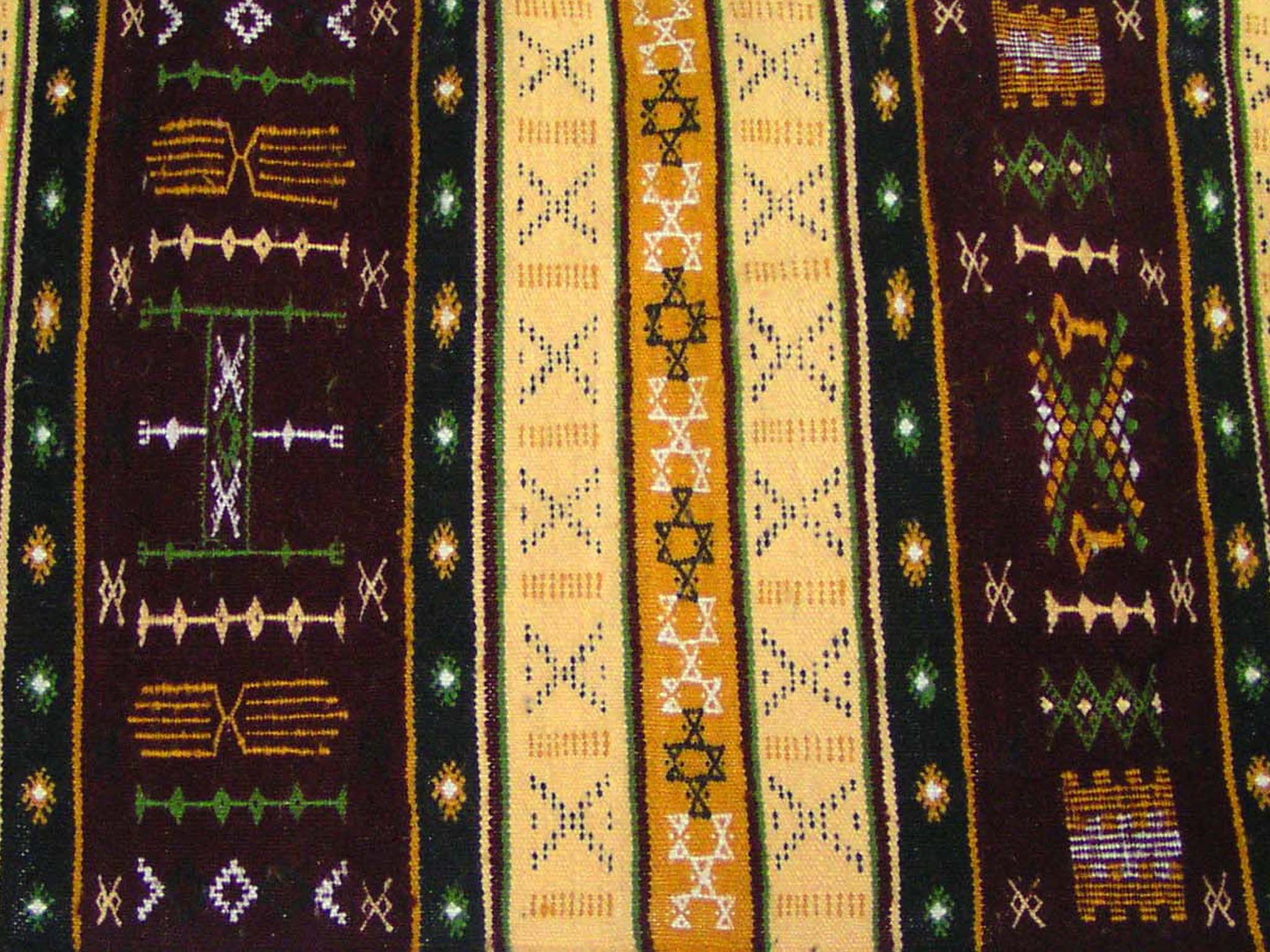
زربية أمازيغية زيانية(المغرب)

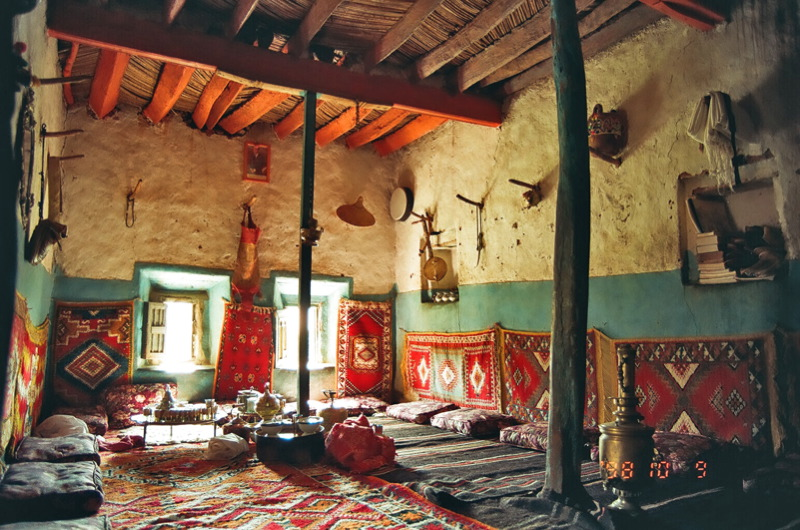
منزل أمازيغي مزين بزرابي حائطية وأرضية

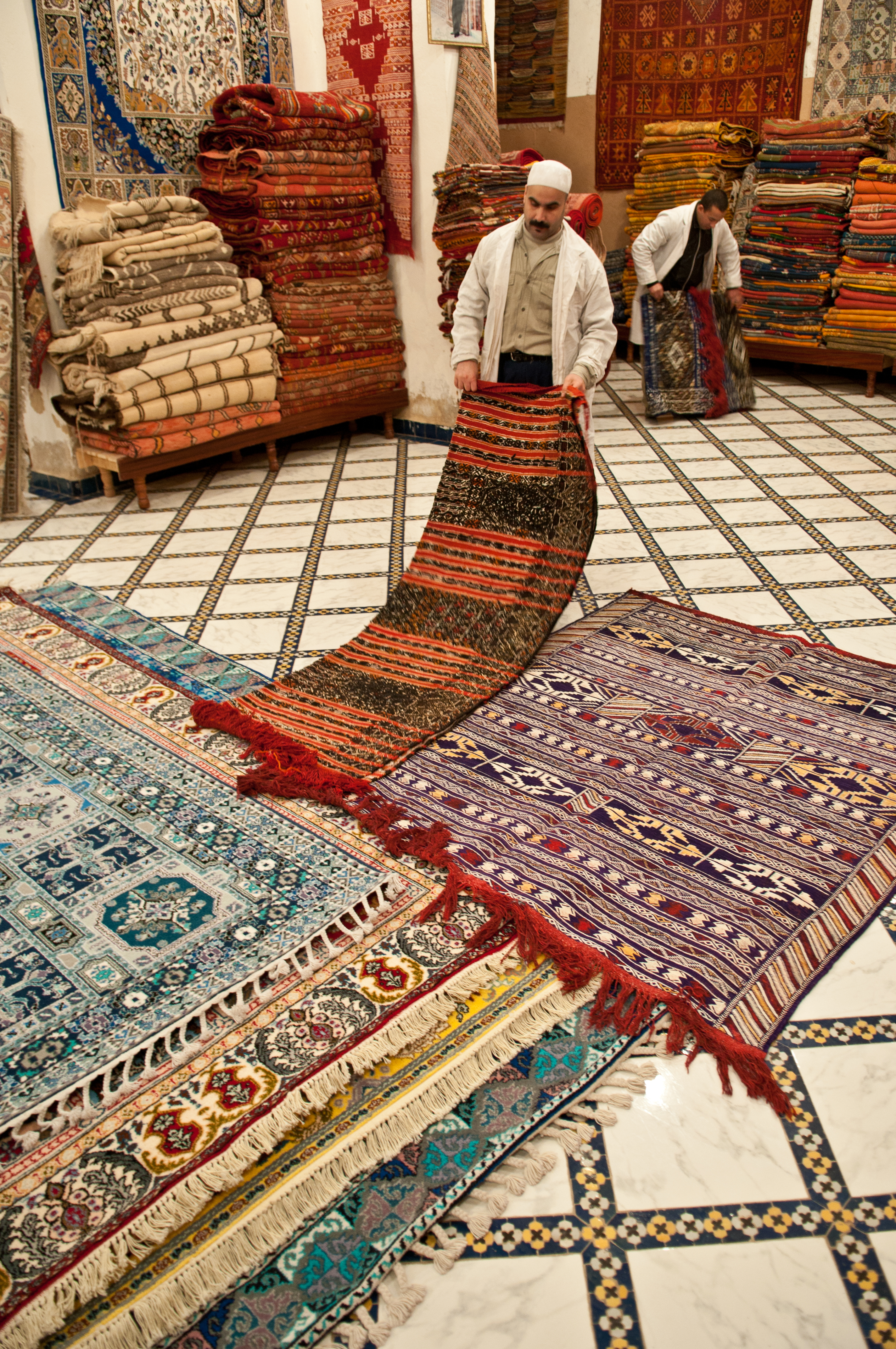
بائع زرابي من فاس (المغرب)

الزربية الأمازيغية، أو سجاد البربر كما يسميه العرب هو نوع من المنسوجات اشتهرت به منطقة شمال أفريقيا قديما وحديثا. يسمى في المغرب بالحنبل او زربية او بشرويط في بعض المناطق المغربية حيث تعتبر من بين الهويات المغربية التي تندرج ضمن الثرات المادي المغربي الاصيل  فزربية في المغرب متنوعة حسب كل منطقة و مدينة على حدى فهناك "الزربية الفاسية "من مدينة فاس و الزربية الوازكيتية و "الزربية الرباطية " من مدينة رباط ، وزربية "الزمورية" و"الكليم" وزربية "ازيلال"، التي تشتهر بها مدينة أزيلال بزخارفها الخلابة المستوحات من طبيعة،  فأصل  الزربية يعود للمغرب  بعتباره رمز عالمي 
للحضارات و تنوع في الثقافات لذالك توجد في  مدينة ورزازات الحية وقرية تازناخت الساحرة، يكمن القلب النابض لحرفة نسج الزربية الأمازيغية. لقرون عديدة، صبّ الأمازيغ تاريخهم الغني، وروحهم الحية، واتصالهم العميق بالأرض في كل عقدة دقيقة وخيط زاه.
وقد أشار عدد من الباحثين أن الرموز والاشكال المستعملة في الزربية الأمازيغية موروثة عن حضارات ما قبل التاريخ. فصناعة النسيج من أقدم الحرف اليدوية التي تتقنها النساء الأمازيغيات بمهارة، ويورثنها لبناتهن. يمكن التعرف عليها أيضا بسهولة، فهي تتميز بزخارف عبارة عن رسوم حيوانات، أو أشكال هندسية بسيطة وعفوية، وبألوان مشعة مثل الأحمر والبرتقالي والأصفر.

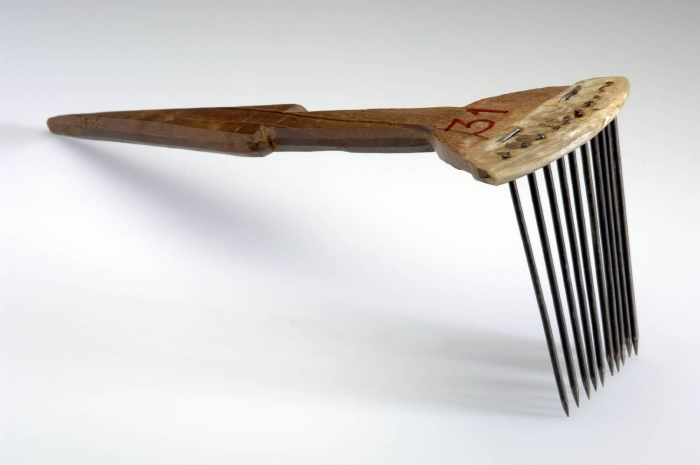
أداة مستعملة في تمشيط الصوف

## التنوع
تختلف الزربية الأمازيغية من منطقة إلى أخرى. فلكل منطقة في بلاد القبائل الأمازيغية أشكالها وألوانها مفضلة. وقد يمتد الاختلاف والتنوع إلى القبيلة نفسها. أما الألوان المستعملة، فهي تعكس طبيعة هذه المنطقة أو تلك. كما أن كل منطقة تستخدم أنواعا من الصوف العالي الجودة حسب خصوصيتها.

## تقنيات الصناعة والصباغة
احتفظت النساء الأمازيغيات بالتقنيات القديمة في صناعة السجاد الأمازيغي، لكن مع بعض التطوير وذلك يتجلى في السرعة أولا وتشكيل ألوان كثيرة في وقت قصير. نفس العملية كانت تأخذ وقتا أطول في السابق. تستعمل النساء الصوف الطبيعي لحياكته، ويتم تمشيط الصوف وغزله بأدوات تقليدية. أما الألوان فمصدرها طبيعي حيث يتم استعمال جذوع الأشجار، وأوراق الأعشاب، وقشور الرمان وأنواع من المعادن. تغمر خيوط الصوف في الماء الملون المغلي، وتترك لبعض الوقت ثم تسحب من الماء وتترك لتجف تحت أشعة الشمس قبل البدء في استعمالها لحياكة السجاد على المنسج اليدوي، الذي يتطلب دقة متناهية في وضعه حتى تنسج الزخارف بشكل متساو.

## في الديكور العصري
وبما أن عالم الديكور المنزلي يتجدد باستمرار، ويبحث عن كل ما يضيف لمسة خاصة وفنية إلى البيت، أصبح البحث عن الإكسسوارات العتيقة أحد العناصر الرئيسية في تجديد الديكور العصري، ومن هنا تنامى الاهتمام بهذا السجاد. فإلى جانب أنه خفيف يسهل حمله وتنظيفه، بفضل وزنه وأحجامه المتباينة بين الصغير والمتوسط، بالإمكان أيضا وضعه في أي مكان في البيت، سواء في المدخل أو في الصالون أو بجانب أسرة النوم أو في المكتب، وفي كل مكان يمكن أن يضفي مظهرا خاصا ودافئا. ولا يقتصر الأمر على فرشه على الأرضيات، بل يمكن تعليقه على الجدران أو استعماله كغطاء لتدفئة الجسم ووقايته من البرد.

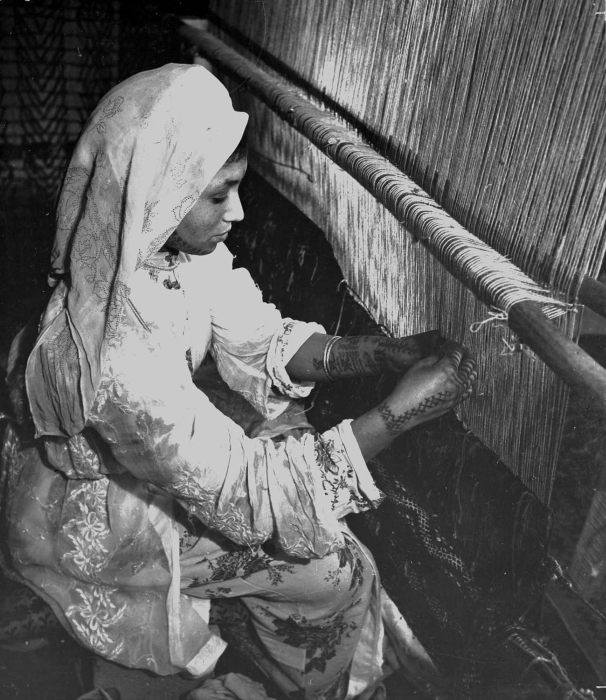
أمازيغية من آيت زمور تنسج (1955)

## في الفن
تتم صناعة الزربية بفضل المهارة في اختيار الألوان وتناسقها، لتصبح في النهاية لوحة فنية ذات تعبير له قراءة مختلفة، تعبر عن حياة وتقاليد منطقة أو قبيلة معينة. وهي مزينة بأشكال هندسية بسيطة مثل المعين والمثلث والمستطيل وكذا المربعات. هناك عدد من الزرابي الأمازيغية القديمة المعروضة في متاحف عالمية لما لها من قيمة فنية، وتاريخية وانثروبولوجية. كما أشار باحثون أن الزرابي الأمازيغية هي لوحات فنية تعبر عن وعي الإنسان الأمازيغي منذ مئات السنين.

## معرض الصور

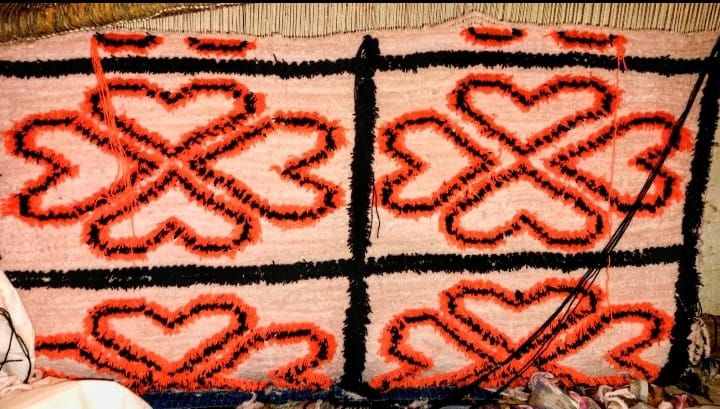
زربية أمازيغية قيد الإنجاز من الأطلس المتوسط الشرقي

## وصلات خارجية
- فيديو: جمعية أمازيغية لصناعة السجاد بطرق تقليدية
- مقال: نساء في الجزائر ينتجن السجاد اليدوي في بيوتهن
- فيديو : الصناعة التقليدية وصناعة الزربية في جنوب المغرب